# Liste der Kulturdenkmale in Preißelpöhl

Lage des Stadtteils Preißelpöhl in Plauen

In der Liste der Kulturdenkmale in Preißelpöhl sind die Kulturdenkmale des Plauener Stadtteils Preißelpöhl verzeichnet, die bis Januar 2020 vom Landesamt für Denkmalpflege Sachsen erfasst wurden (ohne archäologische Kulturdenkmale). Die Anmerkungen sind zu beachten.
Diese Aufzählung ist eine Teilmenge der Liste der Kulturdenkmale in Plauen.

## Liste der Kulturdenkmale in Preißelpöhl
| Bild | Bezeichnung                                      | Lage                                                  | Datierung           | Beschreibung | ID       |
| ---- | ------------------------------------------------ | ----------------------------------------------------- | ------------------- | --- | -------- |
|      | Städtische Parkanlage „Preißelpöhl“              | Am Preißelpöhl (siehe auch Reißiger Vorstadt) (Karte) | 1879                | Waldparkähnliche Anlage mit unregelmäßiger Wegeführung, von stadtentwicklungsgeschichtlicher und gartenkünstlerischer Bedeutung. Auf einem 415 m hohen Diabasrücken, der sich etwa 35 m über der Hochfläche erhebt, wurde die Parkanlage angelegt. Im Südosten steil zur Elsteraue abfallend. 1879 erwarb die Stadtverwaltung die Preißelpöhlgrundstücke und ließ die reichlich 8 ha große Fläche mit 1220 Eichen, 628 Ahornen, 960 Birken, 135 Eschen, 4200 Fichten und 400 Kiefern bepflanzen. 1897/98 folgten weitere Bäume. Durchgreifende Pflegemaßnahmen am Eichenbestand um die Wende zum 20. Jahrhundert und in den 1930er Jahren. Daher entwickelte sich vor allem im Südosten ein lichter Gehölzbestand mit ca. 100 Jahre alten Bäumen. An anderer Stelle entwickelte sich ein naturnaher Eichen-Linden-Wald. Parallel zur Straße Am Preißelpöhl steht eine Reihe von Zerr-Eichen (Quercus cerris). 1984 ist ein Baumbestand von 1402 Laubbäumen in 30 Arten und 46 Koniferen in drei Sippen zu verzeichnen gewesen. Die Parkanlage erinnert eher an einen Wald als an eine Parkanlage. Es fehlen z. B. weitgehend Buschgruppen, Beete, Ruheplätze, Kleinkunst und Gartenbauten. | 09301718 |
|      | Villenartiges Wohnhaus mit Garten                | Am Preißelpöhl 32 (Karte)                             | 1900                | Putzbau mit hölzernen Zierelementen, mit gut erhaltener Innenausstattung, von baugeschichtlicher Bedeutung sowie zeittypischer Villengarten von gartengeschichtlichem Wert. Villa in offener Bebauung, von Carl Brandt für den Stickereifabrikanten Ernst Tröger erbaut, ab ca. 1912 von Kommerzienrat C. A. Waldenfels bewohnt, nach 1953 der Stadt Plauen als Kindergarten vermacht, nach Verkauf 2006 umfassend saniert. | 09300042 |
|      | Mietshaus in Ecklage in geschlossener Bebauung   | Gluckstraße 17 (Karte)                                | Bezeichnet mit 1906 | 1906 errichtet durch und für den Bauunternehmer Andreas Mottl; bildprägend, mit typischer historisierender Fassade der Stadterweiterung, baugeschichtliche Bedeutung. Dreigeschossiger roter Klinkerbau, polygonale Ecke viergeschossig, 4 × 4 Achsen, Dachausbau mit (erneuerter) gedrückter Zwiebelhaube bekrönt. Erdgeschoss Segmentbogenöffnungen mit Schlusssteinen, darüber die Horizontale betonendes Gurtgesims, dazu grün glasierte Bänder, schlichte Putzreliefs an den Fensterbrüstungen des polygonalen Eckbereichs. | 09246648 |
|      | Mietshaus in geschlossener Bebauung              | Gluckstraße 19 (Karte)                                | Um 1906             | Teil einer Häuserzeile mit typischen historisierenden Fassaden der Stadterweiterung, baugeschichtliche Bedeutung. Dreigeschossiger roter Klinkerbau mit fünf Achsen, Mittelachse mit Hauseingang durch Putz-Stuck-Schmuckfelder zwischen den Geschossen und durch segmentbogigen Dacherker mit Bekrönung akzentuiert. Erdgeschoss mit Segmentbogenöffnungen (Schlusssteine), darüber Gurtgesims, links ehemaliges Schaufenster. Die Obergeschoss-Fenster der flachen Fassade mit Gussstein-Vorhangbögen. Weiterer Schmuck durch grün glasierte Bänder. | 09246656 |
|      | Mietshaus in geschlossener Bebauung              | Gluckstraße 21 (Karte)                                | Um 1906             | Teil einer Häuserzeile mit typischen historisierenden Fassaden der Stadterweiterung, baugeschichtliche Bedeutung. Dreigeschossiger roter Klinkerbau mit fünf Achsen, Mittelachse mit Hauseingang durch Putz-Stuck-Schmuckfelder zwischen den Geschossen und durch segmentbogigen Dacherker mit Bekrönung akzentuiert. Erdgeschoss mit Segmentbogenöffnungen (Schlusssteine), darüber Gurtgesims. Die Obergeschoss-Fenster der flachen Fassade mit Gussstein-Vorhangbögen. Weiterer Schmuck durch grün glasierte Bänder. | 09246655 |
|      | Mietshaus in geschlossener Bebauung              | Gluckstraße 23 (Karte)                                | Um 1905             | Teil einer Häuserzeile mit typischen historisierenden Fassaden der Stadterweiterung, baugeschichtliche Bedeutung. Dreigeschossiger roter Klinkerbau, Ecke viergeschossig (Dachhaus), 5:3 Achsen, Erdgeschoss Segmentbogenöffnungen mit Schlusssteinen, darüber die Horizontale betonendes Gurtgesims. Haus mit einigen Reduktionen. | 09246657 |
|      | Ehemaliges Geschäftshaus                         | Gluckstraße 25, 27, 29 (Karte)                        | 1910                | Vom Reformbaustil beeinflusster Putzbau von baugeschichtlichem Wert. Eleganter zweigeschossiger Putzbau mit geschosshohem Dachausbau auf der Vorderseite, Horizontale betont durch kräftiges Gurtgesims und gleichartiges Traufgesims. Die Eingangszone seitlich und kubisch angefügt, darüber eigens geformter, vom übrigen abweichender Dachausbau mit Giebelfunktion. Die mehrflügligen Fenster mit gesprossten Oberlichtern sind annähernd quadratisch, für die Vertikale sind flache Lisenen zuständig, der Gesamteindruck ist ausgewogen. Der hintere Anbau in gleicher Gestaltung, jedoch mit flachem Abschluss. Die Fassadengestaltung lehnt sich an den Wohnhausbau an, das Gebäude ist aber ein Fabrikations- und Geschäftsbau. Als Geschäftshaus für die Bauherrn Knubbe und Reinhardt 1910 erbaut (Entwurf Fritz Kohl, Ausführung Max Schuller und Richard Noack), ab Mitte der 1920er Jahre im Besitz der Leonhardt Tietz AG, Umbauten 1935 durch die Westdeutsche Kaufhof A. G. Eine Nutzung als Lager bzw. Werkstatt oder kleinere Fabrikationsstätte ist anzunehmen. Ab 1936 von Herrenwäschefabrik Hentschel genutzt. Nach 1945 wurde das Geschäftshaus durch den VEB Damenkonfektion, Werk III übernommen und als Fabrikgebäude genutzt, nach 1990 leer stehend und ruinös, 2007 umfassend saniert und zum Wohnhaus umgebaut. Das Innere des Hauses weist keine gestalterischen Besonderheiten mit Ausnahme einiger originaler Türen im Bereich der ehemaligen Büros aus. | 09300585 |
|      | Mietshaus in Ecklage und in halboffener Bebauung | Schumannstraße 1 (Karte)                              | Bezeichnet mit 1905 | Teil eines ähnlich gestalteten und zeitgleich erbauten Straßenzuges, baugeschichtliche Bedeutung. Dreigeschossiger Putzbau mit betonter Eckgestaltung durch über dem Erdgeschoss ansetzenden, zweigeschossigen Rechteckerker, der im Dachbereich mit Türmchen endet, hier flankiert von Dachausbauten in Form zweier Ziergiebel mit Inschrift "A.D. 1905". Eingangsseite mit rundbogigem Eingang mit großen Dreierfenstern, im ersten Obergeschoss mit Thermenfenstern. Verhaltene Putz-Stuck-Schmuckapplikationen. | 09301727 |
|      | Mietshaus in geschlossener Bebauung              | Schumannstraße 3 (Karte)                              | Bezeichnet mit 1905 | Als Teil eines ähnlich gestalteten und zeitgleich erbauten Straßenzuges, baugeschichtliche Bedeutung. Dreigeschossiger Putzbau mit flacher Fassade, Erker über dem zentralen Hauseingang auf halbkreisförmiger Grundfläche eingeschossig und als Balkon endend, die Fenster im Erdgeschoss dreigeteilt, im ersten Obergeschoss als Thermenfenster, im Bereich der rechten zwei Achsen Dachausbau mit Triplefenster und geschweiftem Giebel, dort Inschrift "A.D. 1905". Verhaltener Putzstuckzierrat (Köpfe, Kränze, Girlanden). | 09301728 |
|      | Mietshaus in geschlossener Bebauung              | Schumannstraße 5 (Karte)                              | 1905                | Entworfen 1905 von Baumeister Emil Dressel für Eigenvermarktung; Teil eines ähnlich gestalteten und zeitgleich erbauten Straßenzuges, baugeschichtliche Bedeutung. Dreigeschossiger Putzbau mit flacher Fassade, Erker über dem zentralen Hauseingang auf halbkreisförmiger Grundfläche eingeschossig und als Balkon endend, die Fenster im Erdgeschoss dreigeteilt, im ersten Obergeschoss als Thermenfenster, im Bereich der rechten zwei Achsen Dachausbau mit Triplefenster und vereinfachtem Giebel. Fassade sowie Inneres des Hauses stark überformt. | 09301729 |
|      | Mietshaus in halboffener Bebauung                | Schumannstraße 7 (Karte)                              | 1905                | Entworfen und errichtet 1905 von Baumeister Emil Dressel für die Eigenvermarktung; Teil eines ähnlich gestalteten und zeitgleich erbauten Straßenzuges, baugeschichtliche Bedeutung. Dreigeschossiger Putzbau, Erker über dem Hauseingang auf halbkreisförmiger Grundfläche eingeschossig, am Haus Ziergiebel vereinfacht, auch übrige Fassade sowie Inneres des Hauses stark überformt. | 09301731 |

## Tabellenlegende
- Bild: Bild des Kulturdenkmals, ggf. zusätzlich mit einem Link zu weiteren Fotos des Kulturdenkmals im Medienarchiv Wikimedia Commons. Wenn man auf das Kamerasymbol klickt, können Fotos zu Kulturdenkmalen aus dieser Liste hochgeladen werden:
- Bezeichnung: Denkmalgeschützte Objekte und ggf. Bauwerksname des Kulturdenkmals
- Lage: Straßenname und Hausnummer oder Flurstücknummer des Kulturdenkmals. Die Grundsortierung der Liste erfolgt nach dieser Adresse. Der Link (Karte) führt zu verschiedenen Kartendiensten mit der Position des Kulturdenkmals. Fehlt dieser Link, wurden die Koordinaten noch nicht eingetragen. Sind diese bekannt, können sie über ein Tool mit einer Kartenansicht einfach nachgetragen werden. In dieser Kartenansicht sind Kulturdenkmale ohne Koordinaten mit einem roten bzw. orangen Marker dargestellt und können durch Verschieben auf die richtige Position in der Karte mit Koordinaten versehen werden. Kulturdenkmale ohne Bild sind an einem blauen bzw. roten Marker erkennbar.
- Datierung: Baubeginn, Fertigstellung, Datum der Erstnennung oder grobe zeitliche Einordnung entsprechend des Eintrags in der sächsischen Denkmaldatenbank
- Beschreibung: Kurzcharakteristik des Kulturdenkmals entsprechend des Eintrags in der sächsischen Denkmaldatenbank, ggf. ergänzt durch die dort nur selten veröffentlichten Erfassungstexte oder zusätzliche Informationen
- ID: Vom Landesamt für Denkmalpflege Sachsen vergebene, das Kulturdenkmal eindeutig identifizierende Objekt-Nummer. Der Link führt zum PDF-Denkmaldokument des Landesamtes für Denkmalpflege Sachsen. Bei ehemaligen Kulturdenkmalen können die Objektnummern unbekannt sein und deshalb fehlen bzw. die Links von aus der Datenbank entfernten Objektnummern ins Leere führen. Ein ggf. vorhandenes Icon  führt zu den Angaben des Kulturdenkmals bei Wikidata.

## Ausführliche Denkmaltexte
1. ↑  Villenartiges Wohnhaus mit Garten, Am Preißelpöhl 32:

Zweigeschossig mit überstehendem Krüppelwalmdach und polygonal vorkragendem Treppenhausbau, darin Eingang mit originalem Türblatt. Kellerfenster Segmentbogenfensteröffnungen mit originaler Vergitterung, über allen Fensteröffnungen Klinkerausgleichbögen mit Schlusssteinen. Erdgeschoss hohe Rechteckfenster mit waagerechter Verdachung. Obergeschoss Segmentbogenfenster mit leicht geschweifter Verdachung, einläufige Granittreppe mit originalem Treppengeländer, Treppenhausfensteröffnungen über der Haustür mit Bleiglasfenstern mit Blumendarstellungen, die Fassade durch Balkone auf geschweiften Stützen, Erker, Zierfachwerk sowie Fassadenvorsprünge spannungsvoll gestaltet, das Dach mit verzierten Pfettenköpfen und Sparren, originale Gauben mit Walmdach. Innen reiche bauzeitliche Ausstattung (maßgeblich für Denkmalwert), im Erdgeschoss originale Zimmertüren mit Jugendstildekoration, teilweise Schiebetüren, Stuckdecken, Rollläden, Kastenfenster aus der Erbauungszeit, Parkettfußböden. Repräsentativer Mittelraum (eventuell Speisesaal oder Wohnraum) mit Austritt zur Terrasse, Terrassentür mit Bleiglasfenstern, auch diese mit Blumenornamentik. Im Obergeschoss ebenfalls guter Bestand, original erhaltene Wohnungs- und Zimmertüren, Stuckdecken mit Jugendstilornamentik, die Raumaufteilung im Obergeschoss ähnelt der der des Erdgeschosses, im Flur des Obergeschosses Küchenaufzug, vermutlich funktionstüchtig. Im Dachgeschoss die untere Ebene ausgebaut mit Mädchenkammer, obere Ebene Dachboden. Garten in zeittypischer Gestaltung, Gehölze und auch teilweise Wege erhalten, Gartenanlage durch Kindergartennutzung und daraus folgender Anpassung leicht überformt.